# Аббатство Флёри
Аббатство Флёри́ (фр. Abbaye de Saint-Benoît-de-Fleury), Аббатство Святого Бенедикта на Луаре (фр. Abbaye de Saint-Benoît-sur-Loire, лат. Abbatia Floriaci, лат. Sanctus Benedictus ad Ligerim) — основанный между 630 и 650 годами бенедиктинский монастырь в центральной Франции.

## География и история
Монастырь расположен в местечке Сен-Бенуа-сюр-Луар близ города Сюлли-сюр-Луар на реке Луара. В Средневековье был особо известен благодаря основанной здесь святым Одоном, бывшем аббатом Флёрийским в 930—942 годах, монастырской школе. В 1798 году эта школа была закрыта.
Монастырь Флёри был основан в первой половине VII века пришедшими из Орлеана бенедиктинскими монахами, он является одним из первых в монастырей этого ордена в галльской провинции. В 672 году монахи отправились в разрушенный лангобардами в 580 году монастырь Монтекассино, где хранились спрятанные от врага мощи святого Бенедикта, и доставили их во Флёри. С этого времени начинается рост славы монастыря как важного религиозного центра.
В VIII веке аббатство, в связи с сохранением здесь святых мощей Бенедикта в крипте монастырской церкви, меняет святого покровителя со св. Петра на св. Бенедикта. В течение десятилетий оба монастыря — Флёри и Монтекассино — вели ожесточённый спор на тему, кому принадлежат «настоящие мощи» Бенедикта. В 1020 году аббатом Госленом была построена монументальная башня в романском стиле, ставшая, по словам этого настоятеля, «образцом для всей Галлии». В 1067 году в монастыре начинается большая реконструкция; сооружаются новая крипта для святых мощей, двойные хоры и др. Новая монастырская церковь была освящена в 1218 году.
В 1790 году, во время Великой французской революции, монастырь был закрыт. Здания аббатства были разрушены, сохранилась лишь монастырская церковь. Обширная библиотека была передана в городскую библиотеку Орлеана. Лишь в 1865 году монастырь начал восстанавливаться. Однако в 1903 году, согласно новым французским законам о положении религии, монахи были вынуждены вновь покинуть обитель. В 1944 году Флёри был окончательно передан в распоряжение церкви.
Сохранившаяся до наших дней, украшенная великолепными скульптурами и являющаяся местом паломничества верующих, церковь Сен-Бенуа (Святого Бенедикта) в аббатстве Флёри является одним из лучших памятников романской архитектуры из числа сохранившихся во Франции.